# Seznam starogrških pesnikov
V seznamu starogrških pesnikov lahko najdemo nekatere pesnike, ki so živeli v dobi Starih Grkov.

## Seznam
Pesniki so razvrščeni po letnicah rojstva:
1. Homer
2. Heziod
3. Sapfo
4. Anakreont
5. Pindar
6. Sofoklej
7. Teokrit
8. Kalimah
9. Apolonij Rodoški